# Henrik Szabo
Henrik Szabo (født 1982) er en svensk sangskriver, der blandt andet har været med til at skrive sange til Melodi Grand Prix i Portugal og Danmark. Han deltog i Dansk Melodi Grand Prix 2009 med sangen "Someday" skrevet sammen med Christina Schilling og Daniel Nilsson og i Portugals Melodi Grand Prix 2011 med sangen "Tensão"
"Someday" blev sunget af den islandske stjernediva Hera Björk.